# Grubno
Grubno – wieś w Polsce położona w województwie kujawsko–pomorskim, w powiecie chełmińskim, w gminie Stolno.
Według autorów Słownika geograficznego Królestwa Polskiego początkowo wieś mogła nazywać się Grodno, od mającego znajdować się w miejscowości grodu. W XIX w. pozostałości po castellum miałby być wciąż widziane. W 1222 występować miało jako Grobno, Grobene, Grobyn, Grebno, a w 1570 nazywać się miało Grobno. Według Haliny Turskiej nazwa wsi wywodzi się z wyrazu odnoszącego się do działalności rąk ludzkich, którym jest grób. Przedstawia także jak mogła ona na przestrzeni czasu zmieniać się – Grobno –> Gróbno –> Grubno. Sama nazwa wsi zalicza się do licznej grupy o przyrostkach –no.
W okolicy Grubna znajduje się wysoczyzna morenowa, która w przeciwieństwie do wysoczyzny, na której położone jest Chełmno, nie miało ulec późno glacjalnym i holoceńskim procesom denudacyjnym i erozyjnym.

## Podział administracyjny
W 1570 r. należała do powiatu chełmińskiego oraz parafii chełmińskiej.
W latach 1939–1945 położona była w okręgu Rzeszy Gdańsk-Prusy Zachodnie, w rejencji bydgoskiej (Regierungsbezirk Bromberg), w powiecie Chełmno (Kreis Kulm).
W latach 1975–1998 miejscowość administracyjnie należała do województwa toruńskiego.

## Demografia
Wieś w latach 80. XIX w. miała być zamieszkiwana przez 375 mieszkańców (276 katolików oraz 99 ewangelików), znajdowało się tam 48 budynków, w tym 18 domów mieszkalnych.
Według Narodowego Spisu Powszechnego (III 2011) wieś liczyła 622 mieszkańców. Jest drugą co do wielkości miejscowością gminy Stolno.

## Historia
Na terenie wsi odkryto pozostałości obecności człowieka w postaci krzemiennej siekierki z okresu neolitu. Odnalezione także zostały ślady kultury przeworskiej oraz oksywskiej (w pracy określone jako kultura grobów jamowych) z okresu lateńskiego oraz wpływów rzymskich.
Z okresu wczesnośredniowiecznego w Grubnie odkryto jedno cmentarzysko.
Pierwsze wzmianki na temat wsi pojawiły się w dokumentach z roku 1222. Było to związane z nadaniami ziemskimi Konrada I mazowieckiego na rzecz bp. Chrystiana. Jej wcześniejszym właścicielem miał być komes Żyra z rodu Powałów (schyłek XII w.). W 1251 r. Grubno graniczyć miało z terytorium Chełmna, wyznaczając, wraz z innymi miejscowościami, zasięg uposażenia tegoż miasta.
W latach 1423–1424 wieś wzmiankowana jest jako własność rycerska. Rycerz Aleksander (Aleksnader von Gobene, Aleksnader z Grubna) zobowiązany był do 1 służby w zbroi ciężkiej.
W 1526 r. Barbarze Orłowskiej oraz, jej synowi, Stanisławowi Orłowskiemu nadany został przywilej we wsi na 12 łanów. W 1570 r. właścicielem był Stanisław Orłowski i posiadać miał 14 łanów chłopskich, karczmę oraz wiatrak, a także 4 zagrodników. Jadwiga Osieczkowska posiadać miała 8 łanów chłopskich.
W 1670 r. właścicielem wsi miał być Jan Konarski, wojewodzic pomorski.
Do roku 1766 wieś stała się własnością Piotra Tucholki, od tego roku paniami osady były Agnieszka Tucholka (żona Ignacego Zielińskiego) oraz Marianna Tucholka. Dziedzicami po Agnieszce zostali jej synowi Antoni, Jan, Mateusz, Bonifacy, Ksawier oraz Wiktor Zielińscy. Od 1782 r. całość posiadał wyłącznie Jan Zieliński. W wyniku I rozbioru Polski wieś została włączona do Królestwa Prus.
W XIX w. przez wieś przebiegał bity trakt chełmińsko–grudziądzki. Znajdowały się w niej również, sporych rozmiarów, browar i szkoła. Najbliższa stacja kolejowa, urząd pocztowy oraz parafia znajdowały się w pobliskim Chełmnie. W tymże wieku stanowiły dobra rycerskie. Miała zajmować powierzchnię 3182 m². W bliżej nieokreślonym czasie w XIX w. właścicielem wsi był Lenz. Od 1855 r. osada została zakupiona przez hamburskiego kupca Carla Gustawa Rupertiego. W 1857/58 z polecenia Rupertiego na terenie posiadłości został wzniesiony pałac. Syn nabywcy 1876 r. pałac rozbudował i kazał założyć dookoła park angielski. Trzy lata później osiągnięty ze wsi dochód przeznaczyć miał na potrzeby wojska stacjonującego w Chełmnie.
Jeszcze w XIX w. wieś wciąż posiadała zabudowę ulicówkową, z czasem ulegała ona przekształceniu.
Na początku XX wieku funkcjonujący we wsi browar Rupertiego stanowił konkurencję dla uruchomionego w 1875 r. (a przekształconego w 1897 r. w Towarzystwo Akcyjne Höcherlbräu Aktien–Gesellschaft) browaru.
W czasie istnienia Twierdzy Chełmno, w Grubnie mieściła się łącznica telefoniczna.
W Grubnie, po I wojnie światowej, majątek posiadał Karol Pusłowski, którego wielkość wynosiła 908 ha.
Na podstawie ustawy o wykonaniu reformy rolnej z dnia 15 lipca 1920 r. dokonano parcelacji majątków ziemskich i rozdano ją chłopom. W latach 1923–1943 właścicielem był Karol Wojciech Pusłowski. Według Dziennika Bydgoskiego (Dziennik Bydgoski, R. 25, Nr 48 z dnia 28.02.1931 r., s. 7) dnia 24 lutego w południe wybuchł pożar majątku hrabiego Pusławskiego. Spłonęła szopa o wymiarach 55x14 m przeznaczona na maszyny rolnicze i około 1000 ctr. słomy pszennej znajdujących się na strychu. Maszyny oraz części rolnicze udało się wynieść. Ogień opanowano w 5 godzin dzięki sprzyjającej pogodzie i szybkiej reakcji straży pożarnej zaopatrzonej w nową sikawkę. Straty wyceniono na 40.000 zł, a przyczyną pożaru miało być nieostrożne obchodzenie się z ogniem.
W 1936 Karol Pusławski za zboże (jęczmień „Isaria") z grubieńskich pól otrzymał od Pomorskiej Izby Rolniczej dyplom na srebrny medal (Gazeta Rolnicza. Pismo ilustrowane tygodniowe, R. 76, Nr 42 z dnia 16 października 1936 r, s. 1072).
W czasie II wojny światowej Grubno stanowiło jeden z 14 obwodów urzędowych (Amtsbezirke), na której czele stał komisarz obwodowy (Amtsvorsteher) Rudolf Feldt. W latach 1939 - 1942 dotychczasową nazwą wsi (i majątku) było Grubno, lecz po przeprowadzonej zamianie nazw miejscowości w Okręgu Rzeszy Gdańsk-Prusy Zachodnie, w latach 1942 - 1945 nazywała się Grubenhof.
W latach 1954–1968 wieś znajdowała się w granicach Chełmna. Włączono wtedy do miasta 8,9 km2.
W 1955 r. uruchomione zostało Państwowe Technikum Rolnicze mające na celu wyszkolenie ,,średniej kadry technicznej". Obecnie występuje pod nazwą Zespołu Szkół Centrum Kształcenia Zawodowego im. I. Łyskowskiego. Przy technikum w 1946 wybudowano internat ze środków inwestycyjnych, który funkcjonuje do teraz. W podobny czasie wydbudowano nowe budynki mieszklane i usypano groblę łączącą internat i pałac. Początkowo szkoła działała w budynku dawnego pałacu, w której mieścił się Ośrodek Doskonalenia Kadr Spółdzielczych.
Według danych z 1963 r. we wsi funkcjonował PGR resortów nierolnicznych.
W latach 70. XX w. w części płn.-wsch. części parku wybudowano oczyszczalnię, a w 1975 wybudowano nowy budynek szkoły oraz nowe budynki mieszkalne.
W 2021 r. (12-13 czerwca) w Grubnie odbyły się ostatnie, w tej miejscowości, Kujawsko-Pomorskie Dni Pola, które organizowane były tam od 1997. Od 2023 organizowane są w Minikowie.

## Zabytki
Według rejestru zabytków NID na listę zabytków wpisany jest Zespół parkowo–pałacowy, nr rej.: A/139/1–2 z 6.11.1989: pałac z roku 1870 i park z 1 połowy XIX wieku.

## Osoba związana z wsią
- Ks. Rudolf Gawrzyjelski - (ur. 1832 r. w Grubnie, zm. 1870 w Sarnowie) - działacz katolicki, redaktor gazety Przyjaciel Ludu w latach 1861-1862. W roku 1862 musiał ustąpić ze stanowiska pod naciskiem bp. chełmińskiego Jana Nepomucena Marwicza. W związku z wybuchem powstania styczniowego w Wielkim Łęcku (obok Lidzbarka) pomagał w chętnym przedostać się przez granicę do Królestwa Polskiego. Za działalność w 1864 został zamknięty w więzieniu w Nidzicy. Po opuszczeniu areszty został skierowany do parafii w Sarnowie, gdzie zmarł[36].